# Tremolecia
Tremolecia är ett släkte av lavar. Enligt Catalogue of Life ingår Tremolecia i familjen Hymeneliaceae, ordningen Lecanorales, klassen Lecanoromycetes, divisionen sporsäcksvampar och riket svampar, men enligt Dyntaxa är tillhörigheten istället familjen Hymeneliaceae, klassen Lecanoromycetes, divisionen sporsäcksvampar och riket svampar.
|            | Hymenelia                           |
|            |                                     |
|            | Ionaspis                            |
|            |                                     |
| Tremolecia | \| \| Tremolecia atrata \| \| \| \| |
|            | \| \| Tremolecia atrata \| \| \| \| |
|            | Eiglera                             |
|            |                                     |
|            | Tremolecia atrata                   |
|            |                                     |

|  | Tremolecia atrata |
|  |                   |

## Källor

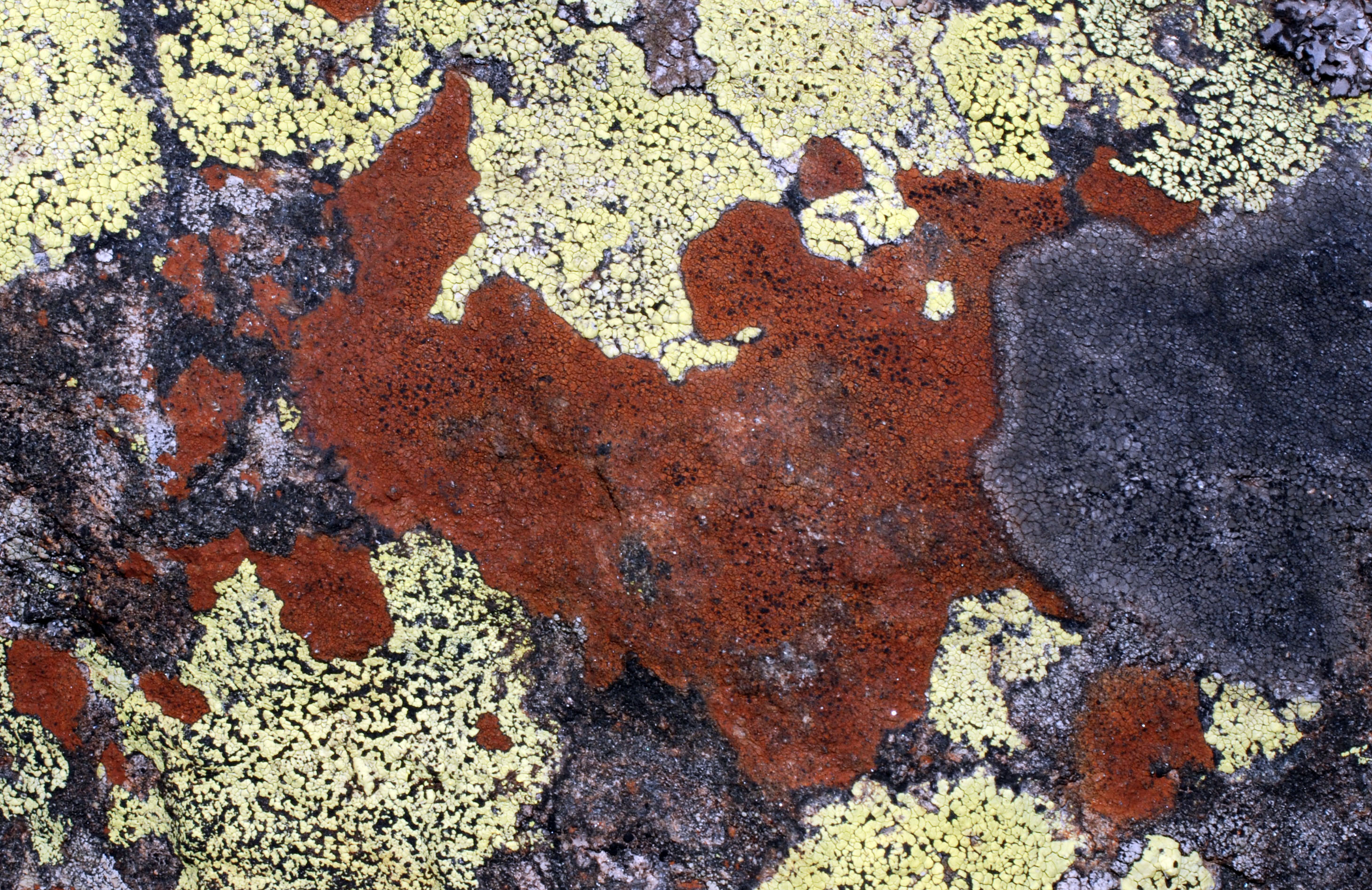